# 영락의료과학고등학교
영락의료과학고등학교(永樂醫療科學高等學校)는 대한민국 서울특별시 관악구 봉천동에 있는 사립 고등학교이다.

## 학교 연혁
- 1952년 6월 10일 : 청소년 성경구락부 중등부 개설(영락교회 내)
- 1953년 1월 30일 : 영락고등공민학교 설립인가
- 1953년 12월 7일 : 교사신축(석조 4층, 영락교회 내)
- 1959년 1월 22일 : 학교법인 영락학원 설립(초대 이사장 한경직 목사)
- 1959년 4월 9일 : 영락상업고등학교 설립(초대 교장 계병호 장로)
- 1961년 10월 1일 : 제2대 교장 백상용 장로 취임
- 1967년 2월 28일 : 응암동 교사로 이전
- 1981년 1월 31일 : 봉천동 교사로 이전
- 1983년 3월 2일 : 영락고등학교(주간 인문, 여자 상과)로 변경
- 1984년 11월 20일 : 교실 11개 증축 (427평)
- 1990년 10월 15일 : 대강당 및 상과교실 신축 준공(1,430평)
- 1995년 3월 2일 : 영락여자상업고등학교 개편
- 2005년 2월 3일 : 영락여자상업고등학교 교실 증축 준공 예배(15개 교실, 535.5평)
- 2005년 8월 26일 : 본교 추양도서관 개관
- 2008년 10월 31일 : 2010학년도 유헬스분야 특성화고등학교 지정(서울시 교육청)
- 2010년 3월 1일 : 영락유헬스고등학교 교명 변경
- 2018년 4월 9일 : 제7대 이사장 김운성 목사 취임
- 2019년 3월 1일 : 영락의료과학고등학교로 교명 변경
- 2019년 9월 1일 : 영락의료과학고등학교 제10대 정연 교장 취임
- 영락의료스포츠과학고등학교
- 메디컬헬스과
- 재활스포츠과
- 스포츠의학과

## 참고 자료
- 영락의료과학고등학교 - 한국교육학술정보원 학교알리미